# Katedra Najświętszego Imienia Jezus w Chicago
Katedra Najświętszego Imienia Jezus w Chicago (ang. Holy Name Cathedral, Chicago) - siedziba rzymskokatolickiej Archidiecezji Chicago, jednej z większych rzymskokatolickich diecezji w Stanach Zjednoczonych. Jest również kościołem parafialnym Arcybiskupa Chicago. Mieści się w Chicago, w stanie Illinois w Stanach Zjednoczonych. Katedra zastąpiła Katedrę Najświętszej Maryi Panny i Kościół Najświętszego Imienia Jezus, świątynie zniszczone przez Wielki pożar Chicago w październiku 1871. Katedra została ostatecznie konsekrowana 21 listopada 1875. Napis na kamieniu węgielnym wciąż nosi ślady od morderstwa członka gangu North Side Gang, Hymiego Weissa, który zginął po drugiej stronie ulicy 11 października 1926. Katedra znajduje się na liście National Register of Historic Places